# Fredrik Lidvall
Johan Fredrik Lidvall, eller ryska: Фёдор Ива́нович Лидва́ль Fjodor Ivanovitj Lidval, född den 2 juni 1870 i Sankt Petersburg i Ryssland, död den 14 mars 1945 i Stockholm, var en svensk-rysk arkitekt.

## Familjen Lidvall
Fredrik Lidvall var född i Sankt Petersburg som ett av åtta barn till skräddarmästaren Johan Petter Lidvall (1827–1886). Johan Petter Lidvall var född i Lidens socken i Indalsälvens dalgång och etablerade sig i Långsele som skräddare. I mitten av 1800-talet utvandrade han och blev i Ryssland en uppmärksammad hovskräddare som anlitades av tsarfamiljen och den ryska aristokratin. Sankt Petersburg var under tsarväldet en öppen och internationell stad som välkomnade utlänningar, i synnerhet skandinaver. Johan Petter Lidvall fick anställning hos en välrenommerad skrädderifirma, och när ägaren dog gifte han sig med änkan och tog så över ledningen själv. Skräddarfirman fick ett särskilt uppsving efter att man fick beställningen till alla uniformer och livréer till tsar Alexander II:s begravning samt den åtföljande kröningen av Alexander III. Johan Petter Lidvall blev då kejserlig hovleverantör och på kuppen en förmögen man. Skräddaränkan dog efter några års barnlöst äktenskap, men i sitt andra äktenskap med Ida Amalia Fleschau fick han åtta barn varav sex nådde vuxen ålder.
Efter Johan Petter Lidvalls död tog sönerna Wilhelm, Edvard och  Paul över skrädderiet, som fick ännu en stor beställning inför tsar Nikolaj II:s kröning. Bara tsaren själv hade i sin militära garderob 300 vapenrockar och ett hundratal utländska uniformer. Den civila garderoben innehöll bland annat 75 kostymer och 150 västar. Familjen Lidvall levde gott i stora stadsvåningar och sommarvillor i Systerbäck, och deras hem var en social centralpunkt för den lilla välbeställda svenska kolonin.
Vid revolutionen 1917 plundrades skrädderiet, och familjen Lidvall flydde utblottade till Stockholm. Bröderna etablerade sig på nytt i mindre skala i Stockholm 1920, och skrädderiet fanns kvar till början av 1960-talet.

## Fredrik Lidvalls verksamhet i Sankt Petersburg

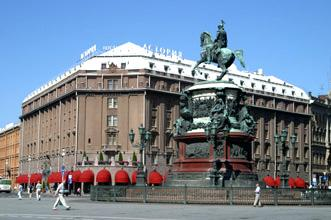
Hotell Astoria i Sankt Petersburg

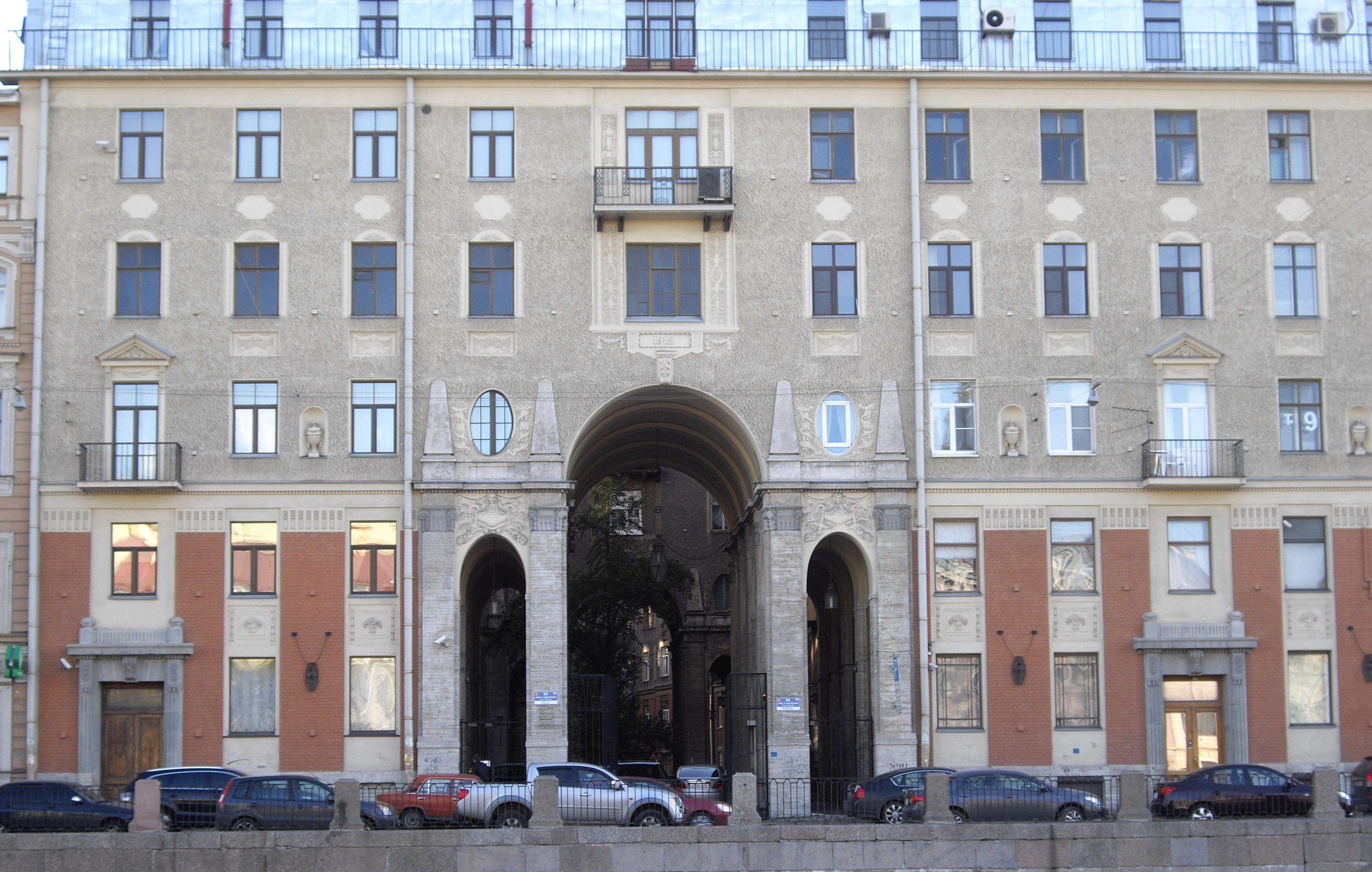
Tolstojhuset i Sank Petersburg, ritat av Lidvall, stod färdigt 1912.

Johan Petter Lidvalls äldste son Fredrik kom dock inte att ägna sig åt skrädderi. Fredrik Lidvall började sin utbildningsbana med att studera teknisk illustration och valde sedan att utbilda sig till arkitekt vid konstakademin i Sankt Petersburg. Han tog examen därifrån 1896 och kom också 1911 att utses till professor vid Sankt Petersburgs polytekniska universitet.
Lidvall kom att bli en av Sankt Petersburgs främsta arkitekter och ses som skaparen av den petersburgska jugendstilen inom arkitekturen. Med utsökt känsla för stadens klassiska arv utarbetade Lidvall en byggnadskonst som förenar en försiktig art nouveau med nyklassicism – Hotell Astoria, uppfört 1912, är ett utmärkt exempel. Ibland refererar man till stilen som style moderne eller baltijskij modern, en reflektion av det sena tsarväldets teknologiska framsteg, framväxande förmögen borgarklass och tilltagande samhällsoro.
Svenskarna i Sankt Petersburg höll gärna samman och hjälpte varandra med beställningar. Så till exempel hade familjen Nobels första residens ritats av Carl Andersson. Senare kom Alfred Nobels bolagsfastigheter att ritas av Lidvall.
Till Lidvalls mästerverk hör, vid sidan av Astoria, ett komplex av exklusiva bostadshus vid Kamennoostróvskij prospekt 1–3 där hela familjen Lidvall bosatte sig. Ett annat känt verk är Azov-Donbanken på Morskaja-gatan, liksom ombyggnaden av Grand Hotel Europe. Han kom även att rita fastigheter i Moskva, Kiev och Charkiv.

## Fredrik Lidvalls verksamhet i Stockholm

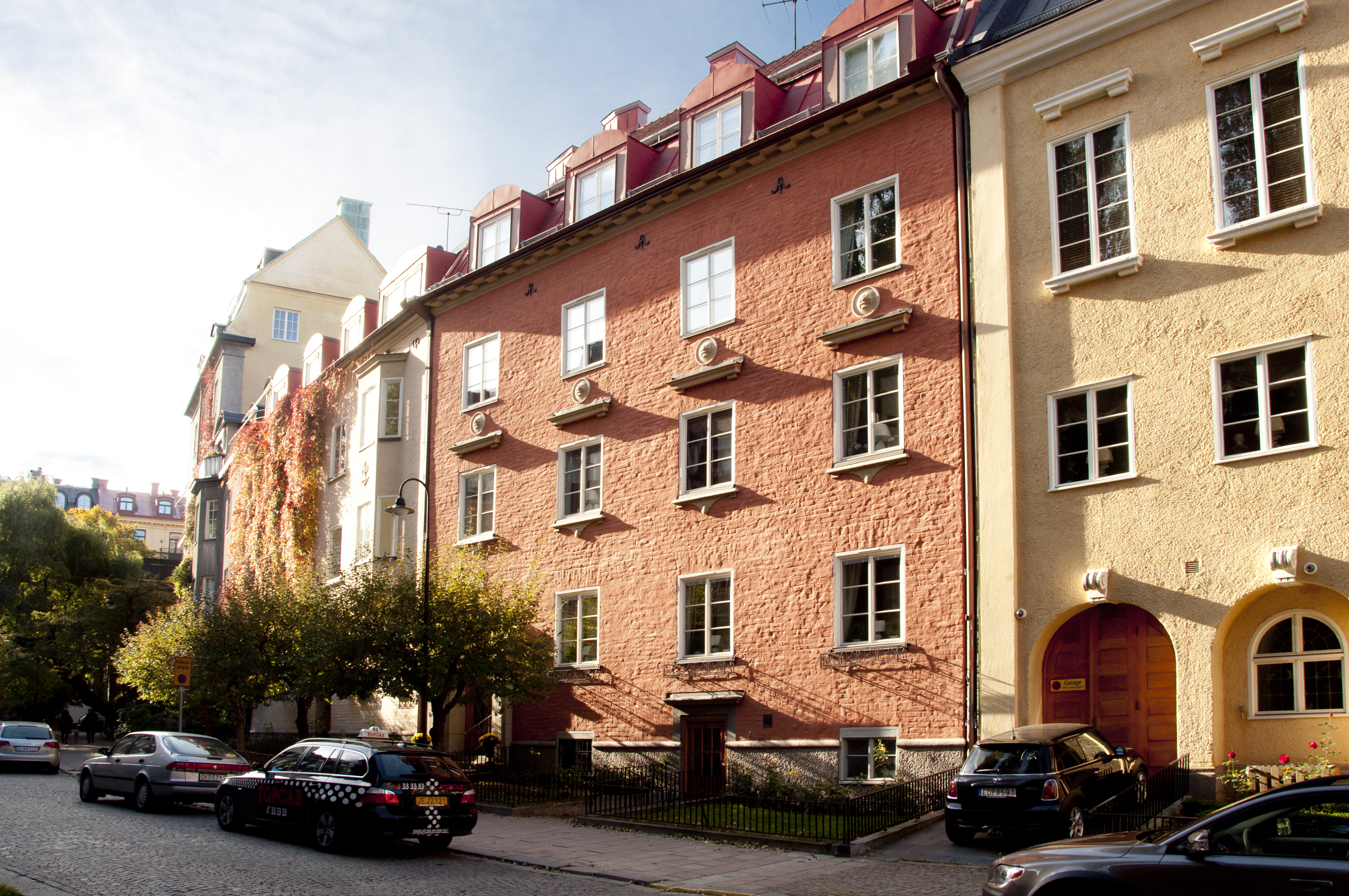
Tysta gatan 5

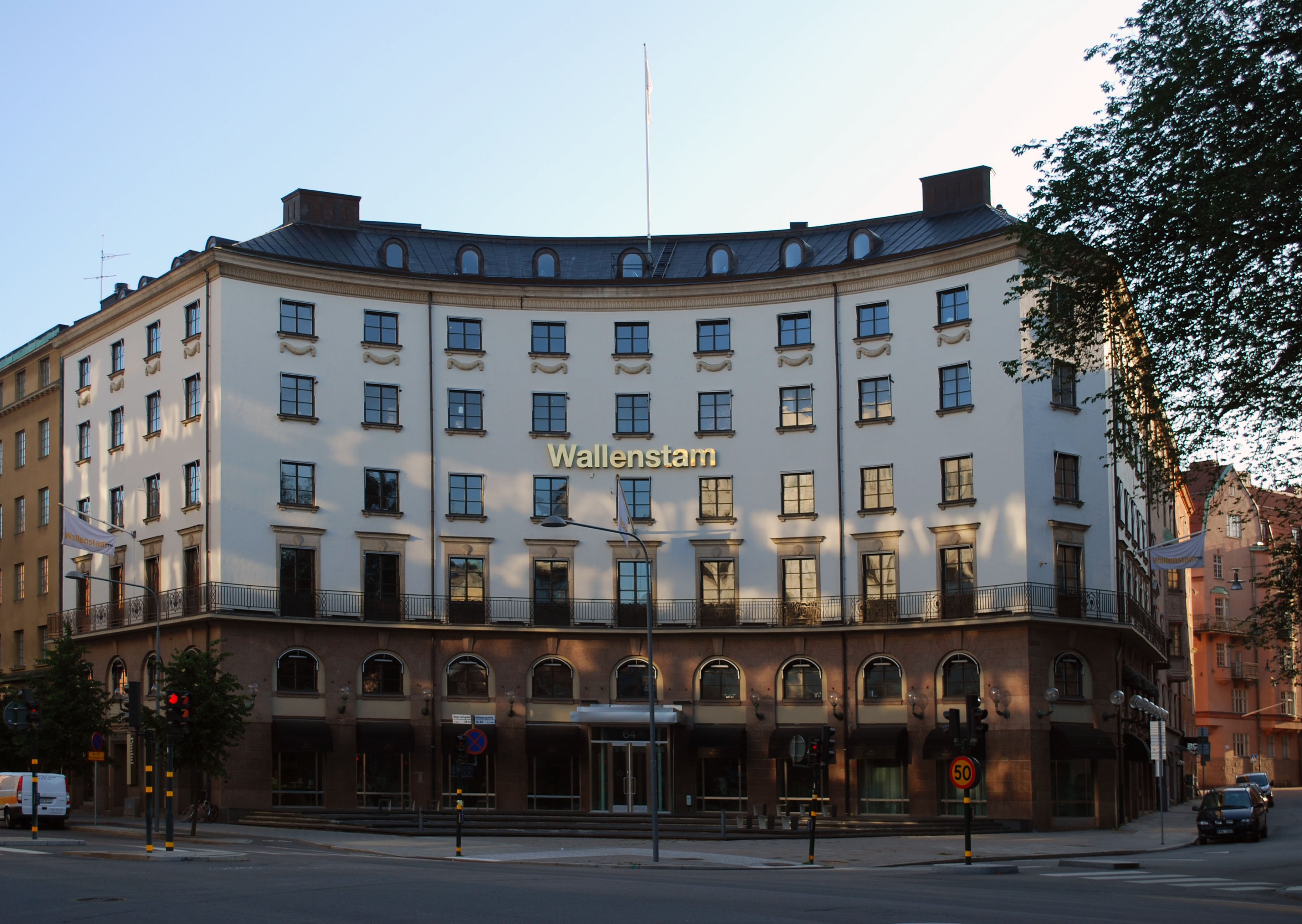
Shellhuset, Birger Jarlsgatan/Rådmansgatan

Efter revolutionen 1917 tvingades Lidvall hastigt i emigration och slog sig ner i Stockholm. Hans fastigheter och arkitektkontor konfiskerades av den ryska regimen. Han anställdes på det produktiva arkitektkontoret Östlihn & Stark, och efter firmans nedläggning följde han Albin Stark till dennes nya verksamhet. I denna tid var nyklassisismen stilbidande där Lidvall visade stor skicklighet i fasadernas ornamentering. Han fick stor frihet och tilläts även, inom kontoret, utföra uppdrag under eget namn. Han finns härigenom upptecknad som arkitekt för 10-talet byggnader i huvudstaden, bland annat Tysta Gatan 3–5 (1922) och det så kallade Shellhuset med den svängda fasaden i hörnet av Birger Jarlsgatan och Rådmansgatan (1924–1927). Ett antal mer ordinära hyreshus i Stockholms innerstad är också ritade av Lidvall, t.ex. Falugatan 9 och 11, samt Alströmergatan 49. Samma uppmärksamhet och berömmelse som under glansdagarna 1899–1917 i Sankt Petersburg kom han dock aldrig att åtnjuta.

## Privatliv
Lidvall var gift med hovblomsterhandlarens dotter Margarete Fredrike Eilers (1885–1962) och fick tre barn - Sven Johan, Anders Erik och Ingrid - alla födda i Sankt Petersburg men uppvuxna i Stockholm. Sonen Anders Lidvall (född 1911, död på 1990-talet i Göteborg) tog över arkitektyrket efter studier på KTH och Konstfack. Anders Lidvall drev ett eget arkitektkontor i Göteborg och kom bland annat att verka som stadsarkitekt i Kungälv och Vårgårda och som assisterande länsarkitekt i Jönköpings län. Hans produktion kom främst att fokuseras på villor och flerbostadshus i funktionalistisk stil. Ett uppmärksammat exempel är Brf Violen i Kungälv från 1962, i folkmun kallad "Kravatten". Makarna Lidvall är begravda på Djursholms begravningsplats.